# Matutinus omphale
Matutinus omphale är en insektsart som beskrevs av Ronald Gordon Fennah 1972. Matutinus omphale ingår i släktet Matutinus och familjen sporrstritar. Inga underarter finns listade i Catalogue of Life.